# Dassault Falcon 50
El Dassault Falcon 50 es un avión ejecutivo de gran autonomía y de construcción francesa, de tres motores y con una toma de aire con conducto en S para el motor central. Tiene el mismo fuselaje y capacidad que el Falcon 20, pero es un diseño completamente nuevo, además del tercer motor y un ala con un diseño más avanzado.

## Diseño y desarrollo

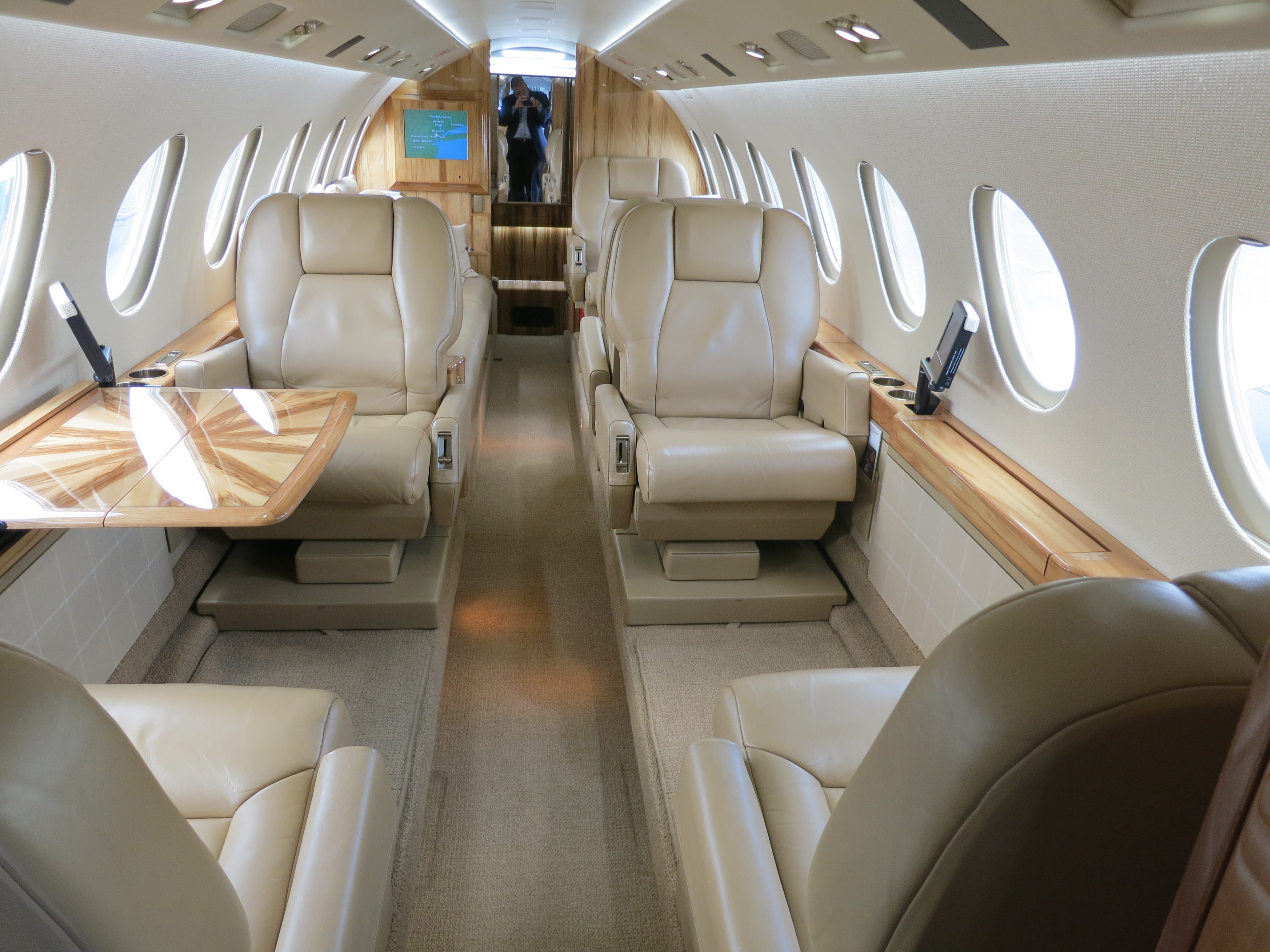
Interior de la cabina de un Dassault Falcon 50

La solicitud de un reactor ejecutivo con autonomía para vuelos trascontinentales o trasaltlánticos condujo a Dassault a iniciar un estudio sobre cómo aumentar la autonomía del Mystère/Falcon 20. El problema se resolvió mediante la introducción de un ala supercrítica, la utilización de tres motores de potencia más baja que los dos de la serie anterior y el diseño de un depósito estructural en el interior del fuselaje, que suministrara una capacidad interna máxima de combustible de 8765 litros. 
De este modo se desarrolló el Dassault Mystère/Falcon 50, que utilizaba muchos componentes básicos del Falcon 20, pero que introducía tres turbofanes Garrett TFE 731, dos montados en contenedores, uno a cada lado de la popa del fuselaje, y un tercero fijado a su parte trasera inferior debajo de la deriva, manteniéndose la misma sección transversal del fuselaje del Falcon 20, que contaba con un acomodo de ocho pasajeros y hasta un máximo de doce en disposición de gran densidad.
El primer prototipo de Falcon 50 (F-WAMD) realizó su primer vuelo el 7 de noviembre de 1976 y a este le siguieron, en febrero de 1978, el segundo prototipo, y en julio de 1978, el primer modelo de preserie. Obtuvo el certificado de aeronavegabilidad francés el 27 de febrero de 1979, seguido por el certificado de la FAA el 7 de marzo del mismo año. El cuarto aparato, que efectuó su vuelo inaugural en marzo de 1979, se convirtió en el avión de exhibición de la Falcon Jet Corporation, distribuidora en Estados Unidos, que a finales de 1979 había obtenido 70 de los 100 encargos registrados. Seis meses después, el número de pedidos llegaba a la cifra de 123 ejemplares. 
El Falcon 50 fue más tarde sustituido por el Falcon 50EX, que voló en 1996, y que se empezó a entregar en 2008. El Falcon 50EX tiene motores con características mejoradas. Sigue siendo muy popular como reactor corporativo de lujo y largo alcance.
Los sucesores del Falcon 50 son el Falcon 7X y el Falcon 900, con un fuselaje más amplio e igualmente trimotores.

## Variantes
Falcon 50
Variante inicial básica con motores Honeywell TFE 731-3-1C y unidad de potencia auxiliar (APU) opcional; 252 construidos, sirviendo uno como prototipo para el Falcon 50EX.
Falcon 50EX
Nombre comercial para el Falcon 50 con tres motores TFE 731-40 controlados por DEEC (Digital Electronic Engine Control); una APU instalada como equipo estándar; cambios en el sistema de control del timón; aviónica modernizada y otras mejoras; 100 fabricados, más un Falcon 50 modificado.
Falcon 50 "Susanna"
Un único Falcon 50 para Irak, modificado con un radar Cyrano IV-C5 y soportes para llevar dos misiles antibuque AM-39 Exocet. Usado para el entrenamiento de tripulaciones de Mirage F1 y posiblemente llevó a cabo el ataque sobre el USS Stark el 17 de mayo de 1987. Este avión voló hacia Irán durante la guerra del Golfo y no fue devuelto.

## Operadores

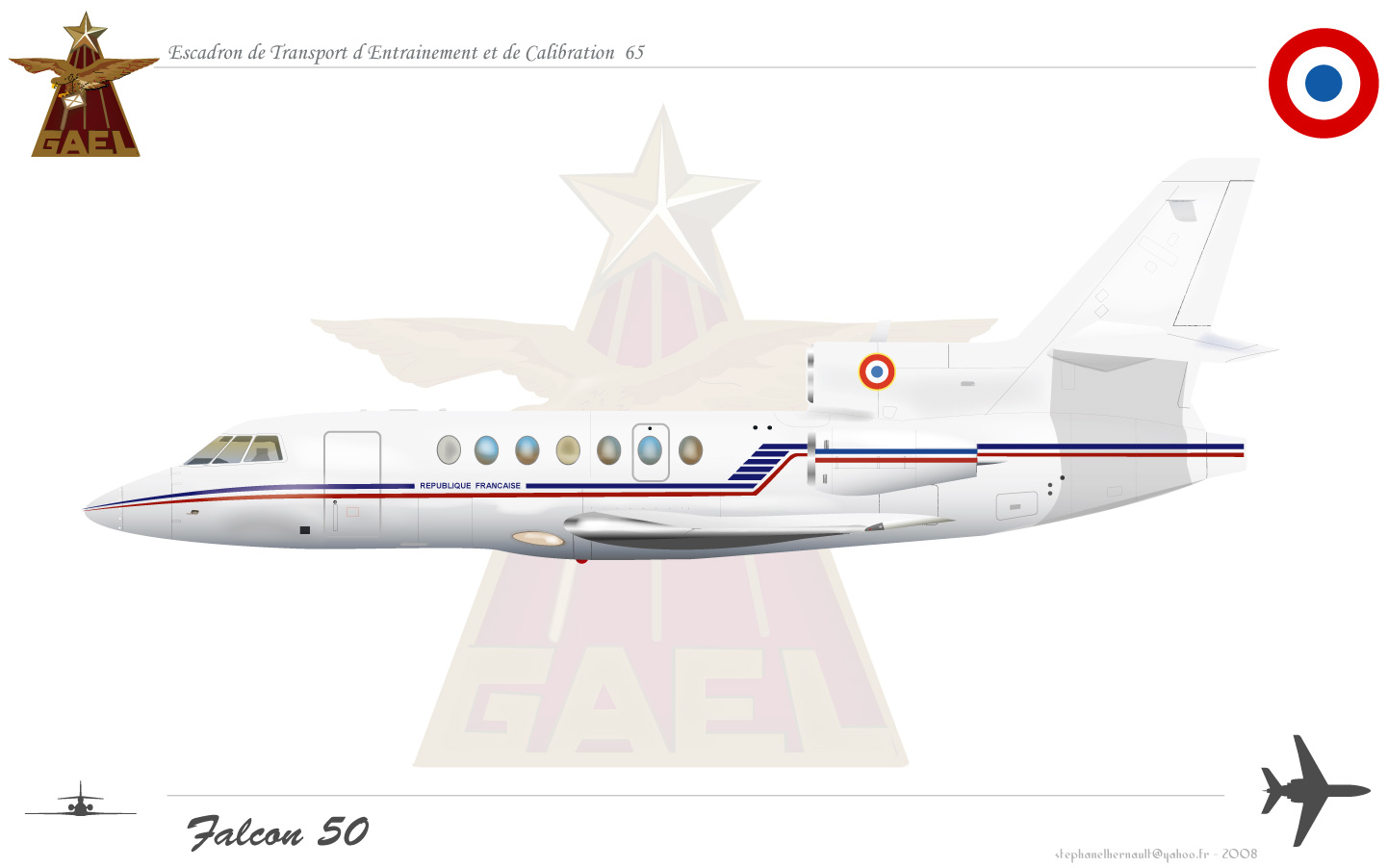
Dassault Falcon 50 del ETEC 65 de la Fuerza Aérea francesa.

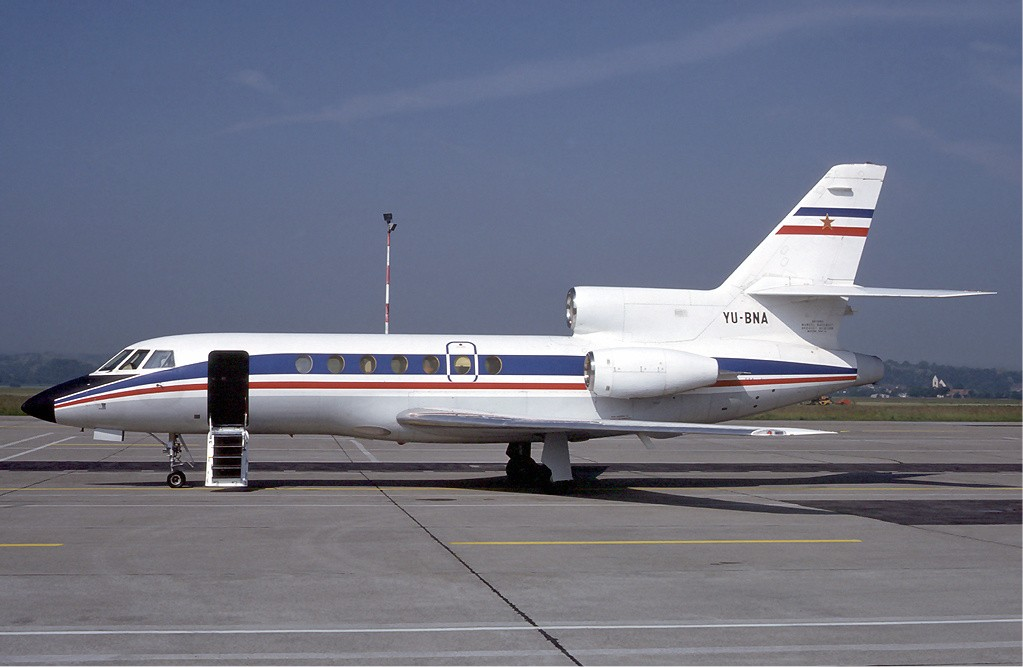
Falcon 50 del Gobierno Yugoslavo.

### Militares
Bolivia
- Fuerza Aérea Boliviana

 Bulgaria
- Fuerza Aérea de Bulgaria (antiguo)

 Burundi
 Egipto
- Fuerza Aérea Egipcia (antiguo)

 España
- Ejército del Aire de España[11]

 Francia
- Ejército del Aire y del Espacio (antiguo)
- Marina Nacional: opera 8 Falcon 50M de vigilancia marítima.

 Irán
- Fuerza Aérea de la República Islámica de Irán
- Gobierno de Irán

 Irak
- Fuerza Aérea Iraquí (antiguo)

 Italia
- Aeronautica Militare

 Jordania
- Real Fuerza Aérea Jordana

 Libia
 Marruecos
- Real Fuerza Aérea de Marruecos

 Portugal
- Fuerza Aérea Portuguesa

 República Dominicana
 Ruanda
 Serbia
- Gobierno de Serbia

 Sudáfrica
- Fuerza Aérea Sudafricana

 Sudán
- Gobierno de Sudán

 Suiza
- Fuerza Aérea Suiza

 Venezuela
- Aviación Militar Bolivariana

 Yibuti
 Yugoslavia

## Especificaciones
Referencia datos: Jane's All the World's Aircraft 1988-89

### Características generales
- Tripulación: Dos
- Capacidad: Ocho/doce pasajeros
- Longitud: 18,5 m (60,8 ft)
- Envergadura: 18,9 m (61,9 ft)
- Altura: 7 m (22,9 ft)
- Superficie alar: 46,8 m² (504,1 ft²)
- Peso vacío: 9150 kg (20 166,6 lb)
- Peso máximo al despegue: 18 500 kg (40 774 lb)
- Planta motriz: 3× turbofán Garrett TFE731.
  - Empuje normal: 16,5 kN (1678 kgf; 3700 lbf) de empuje cada uno.

### Rendimiento
- Velocidad máxima operativa (Vno): 685 km/h (426 MPH; 370 kt) (Mach 0,86) a 7225 m
- Velocidad crucero (Vc): Mach 0,82
- Alcance: 6480 km (3499 nmi; 4026 mi)
- Techo de vuelo: 14 936 m (49 003 ft)

## Aeronaves relacionadas

### Desarrollos relacionados
- Dassault Falcon 20
- Dassault Falcon 7X
- Dassault Falcon 900

### Aeronaves similares
- Embraer Phenom 100
- Hawker 800

### Secuencias de designación
- Secuencia Falcon _ (interna de Dassault): ← 20 - 30 - 40 - 50 - 100 - 200 - 900 →
- Secuencia de designación de aeronaves de las Fuerzas Armadas Italianas: ← F-35 - C-42/P-42 - H-47 - C-50 - P-72 - H-90 - H-101 →
- Secuencia T._ (Aeronaves de Transporte del Ejército del Aire español, 1978-presente): ← TM.11 - TR/T/TE/TM.12 - T.15 - T.16 - T/TK/TM.17 - T.18 - T/TR/TM.19 →